# Orphale Cruckestadion
Das Orphale Cruckestadion (französisch Stade Orphale Crucke) ist ein Fußballstadion in der ostflämischen Stadt Ronse (französisch Renaix), Belgien. Der ortsansässige Fußballverein KSK Ronse, der 2010 in die dritte belgische Liga abstieg, empfängt hier seine Gegner zu den Heimspielen. Benannt ist das Stadion nach Orphale Crucke, der von 1983 bis 1994 Bürgermeister von Ronse war. Die Spielstätte fasst auf der Haupt- und der Gegentribüne längs des Spielfeldes 5.100 Zuschauer auf 900 Sitz- und 4.200 Stehplätzen.
Im Mai 2007 war das Stadion einer von sechs Spielorte der U-17-Fußball-Europameisterschaft in Belgien.  Zwei Spiele der Europameisterschaft in der Gruppe B wurden in Sportstätte in Ronse ausgetragen. Dort trafen am 2. Mai die Mannschaften von Island und England (0:2) aufeinander. Im zweiten Spiel zwei Tage später begegneten sich die Niederlande und abermals Island (3:0) zu einem Gruppenspiel. 